# Лиманный (Ровенский район)
Лиманный — посёлок в Ровенском районе Саратовской области России, в составе городского поселения Ровенское муниципальное образование. Посёлок расположен в степи в 15 км от рабочего посёлка Ровное. Севернее посёлка расположен лиман Кругленький, южнее - лиман Боковой (Сухая Потяга)
Население — 371 (2010)

## История
На карте АССР немцев Поволжья 1934 года обозначен как хутор Барсучий, на карте РККА 1951 года - как хутор Большой Барсучий. Хутор относился к Зельманскому кантону

28 августа 1941 года был издан Указ Президиума ВС СССР о переселении немцев, проживающих в районах Поволжья. В связи с депортацией немецкого населения АССР немцев Поволжья в Сибирь и Казахстан, хутор, как и другие населённые пункты Зельманского кантона был включен в состав Саратовской области, позднее переименован в посёлок Лиманный.

## Население
Динамика численности населения
| 1987 | 2002 |
| ---- | ---- |
| ≈280 | 430  |

| 2002 | 2010 |
| ---- | ---- |
| 433  | ↘371 |